# Manobra orbital
Em voos espaciais, uma manobra orbital (também conhecida em inglês como burn) é o uso de sistemas de propulsão para mudar a órbita de uma espaçonave. 

## Geral

### Equação

Razões de massa do foguete versus velocidade final calculada a partir da equação do foguete

A equação do foguete de Tsiolkovsky, ou equação do foguete ideal, é uma equação útil para considerar veículos que seguem o princípio básico de um foguete: onde um dispositivo que pode aplicar aceleração a si mesmo (um empuxo) expelindo parte de sua massa com alta velocidade e movendo-se devido à conservação do momento. Especificamente, é uma equação matemática que relaciona o delta-v (a mudança máxima de velocidade do foguete se nenhuma outra força externa agir) com a velocidade de escape efetiva e a massa inicial e final de um foguete (ou outro motor de reação).
Para qualquer manobra (ou jornada envolvendo uma série de tais manobras):
{\displaystyle \Delta v=v_{\text{e}}\ln {\frac {m_{0}}{m_{1}}}}
Onde:
{\displaystyle m_{0}} é a massa total inicial, incluindo propelente,
{\displaystyle m_{1}} é a massa total final,
{\displaystyle v_{\text{e}}} é a velocidade de exaustão efetiva ({\displaystyle v_{\text{e}}=I_{\text{sp}}\cdot g_{0}} where {\displaystyle I_{\text{sp}}} é o impulso específico expresso como um período de tempo e {\displaystyle g_{0}} é a gravidade padrão),
{\displaystyle \Delta v\ } é delta-v - a variação máxima da velocidade do veículo (sem ação de forças externas)

### Delta-v
A mudança aplicada na velocidade de cada manobra é referida como delta-v ({\displaystyle \Delta \mathbf {v} \,}).
O delta-v para todas as manobras esperadas são estimados para uma missão. Eles são resumidos em um orçamento delta-v. Com uma boa aproximação do orçamento delta-v, os projetistas podem estimar os requisitos de combustível para carga útil da espaçonave usando a equação do foguete.

### Manobras impulsivas

Figura 1: Aproximação de uma manobra de empuxo finita com uma mudança impulsiva na velocidade

Uma "manobra impulsiva" é o modelo matemático de uma manobra como uma mudança instantânea na velocidade da espaçonave (magnitude e / ou direção), conforme ilustrado na figura 1. É o caso limite de uma queima para gerar uma determinada quantidade de delta-v, pois o tempo de queima tende a zero.
No mundo físico, nenhuma mudança verdadeiramente instantânea na velocidade é possível, pois isso exigiria uma "força infinita" aplicada durante um "tempo infinitamente curto", mas como um modelo matemático na maioria dos casos descreve muito bem o efeito de uma manobra na órbita.
O deslocamento do vetor velocidade após o final da queima real do vetor velocidade ao mesmo tempo resultante da manobra impulsiva teórica é causado apenas pela diferença na força gravitacional ao longo dos dois caminhos (vermelho e preto na figura 1) que em geral é pequeno.
Na fase de planejamento das missões espaciais, os projetistas irão primeiro aproximar suas mudanças orbitais pretendidas usando manobras impulsivas que reduzem muito a complexidade de encontrar as transições orbitais corretas.

### Baixo impulso por um longo tempo
Aplicar um impulso baixo por um longo período de tempo é denominado manobra não impulsiva. 'Não impulsivo' refere-se ao momento mudando lentamente ao longo de um longo tempo, como na propulsão de espaçonaves elétricas, ao invés de um impulso curto.
Outro termo é finito burn, onde a palavra "finito" é usada para significar "diferente de zero", ou praticamente, novamente: por um período mais longo.
Para algumas missões espaciais, como aquelas que incluem um encontro espacial, modelos de alta fidelidade das trajetórias são necessários para cumprir os objetivos da missão. O cálculo de uma queima "finita" requer um modelo detalhado da espaçonave e seus propulsores. Os detalhes mais importantes incluem: massa, centro de massa, momento de inércia, posições do propulsor, vetores de impulso, curvas de impulso, impulso específico, desvios de centróide de impulso e consumo de combustível.

### Assistências

#### Efeito Oberth
Na astronáutica, o efeito Oberth é quando o uso de um motor de foguete ao viajar em alta velocidade gera muito mais energia útil do que em baixa velocidade. O efeito Oberth ocorre porque o propelente tem mais energia utilizável (devido à sua energia cinética em cima de sua energia potencial química) e verifica-se que o veículo é capaz de empregar essa energia cinética para gerar mais potência mecânica. O nome é uma homenagem a Hermann Oberth, físico alemão nascido na Áustria e Húngaro e fundador dos foguetes modernos, que aparentemente descreveu o efeito pela primeira vez.
O efeito Oberth é usado em um sobrevôo motorizado ou manobra de Oberth onde a aplicação de um impulso, normalmente do uso de um motor de foguete, perto de um corpo gravitacional (onde o potencial de gravidade é baixo e a velocidade é alta) pode dar muito mais mudança na energia cinética e na velocidade final (isto é, energia específica mais alta ) do que o mesmo impulso aplicado mais longe do corpo para a mesma órbita inicial.
Uma vez que a manobra de Oberth ocorre em um tempo muito limitado (ainda em baixa altitude), para gerar um grande impulso o motor precisa necessariamente atingir um alto empuxo (impulso é, por definição, o tempo multiplicado pelo empuxo). Portanto, o efeito Oberth é muito menos útil para motores de baixo empuxo, como os propulsores de íons.
Historicamente, a falta de compreensão desse efeito levou os pesquisadores a concluírem que a viagem interplanetária exigiria quantidades totalmente impraticáveis de propelente, pois sem ele, enormes quantidades de energia seriam necessárias.

#### Assistência gravitacional

As trajetórias que permitiram à espaçonave dupla Voyager da NASA fazer um tour pelos quatro planetas gigantes gasosos e atingir a velocidade para escapar de nosso sistema solar

Em mecânica orbital e engenharia aeroespacial, um estilingue gravitacional, manobra de auxílio à gravidade ou balanço é o uso do movimento relativo e da gravidade de um planeta ou outro corpo celestial para alterar o caminho e a velocidade de uma espaçonave, normalmente a fim de salvar propelente, tempo e despesas. A ajuda da gravidade pode ser usada para acelerar, desacelerar e / ou redirecionar o caminho de uma espaçonave.
A "assistência" é fornecida pelo movimento (momento angular orbital) do corpo gravitante enquanto ele puxa a espaçonave. A técnica foi proposta pela primeira vez como uma manobra de meio curso em 1961, e usada por sondas interplanetárias da Mariner 10 em diante, incluindo as notáveis passagens aéreas de Júpiter e Saturno pelas duas sondas Voyager

## Transferência de órbitas
Inserção de órbita é um termo geral para uma manobra que é mais do que uma pequena correção. Pode ser usado para uma manobra para mudar uma órbita de transferência ou uma órbita de ascensão para uma estável, mas também para mudar uma órbita estável para uma descida: inserção da órbita de descida. Também o termo injeção de órbita é usado, especialmente para transformar uma órbita estável em uma órbita de transferência, por exemplo, injeção translunar (trans-lunar injection - TLI), injeção trans-Marte (trans-Mars injection - TMI) e injeção trans-terrestre (trans-Earth injection - TEI).

### Transferência Hohmann
Na mecânica orbital, a órbita de transferência de Hohmann é uma órbita elíptica usada para fazer a transferência entre duas órbitas circulares de altitudes diferentes, no mesmo plano.

Órbita de transferência de Hohmann

A manobra orbital para realizar a transferência Hohmann usa dois impulsos do motor que movem uma espaçonave para dentro e para fora da órbita de transferência. Essa manobra foi batizada em homenagem a Walter Hohmann, o cientista alemão que publicou uma descrição dela em seu livro Die Erreichbarkeit der Himmelskörper (A acessibilidade dos corpos celestes), de 1925.

### Transferência bi-elíptica
Em astronáutica e engenharia aeroespacial, a transferência bi-elíptica é uma manobra orbital que move uma espaçonave de uma órbita para outra e pode, em certas situações, exigir menos delta-v do que uma manobra de transferência Hohmann.

Transferência bi-elíptica da órbita circular azul para vermelha

A transferência bi-elíptica consiste em duas meias órbitas elípticas. A partir da órbita inicial, um delta-v é aplicado impulsionando a espaçonave para a primeira órbita de transferência com uma apoapsis em algum pontolonge do corpo central.
Embora exijam mais uma queima do motor do que uma transferência Hohmann e geralmente exijam um tempo de viagem maior, algumas transferências bi-elípticas requerem uma quantidade menor de delta-v total do que uma transferência Hohmann quando a razão entre o semieixo principal final e inicial é 11,94 ou maior, dependendo do semi-eixo maior intermediário escolhido.
A ideia da trajetória de transferência bi-elíptica foi publicada pela primeira vez por Ary Sternfeld em 1934.

### Transferência de baixa energia
Uma transferência de baixa energia, ou trajetória de baixa energia, é uma rota no espaço que permite que a espaçonave mude de órbita usando muito pouco combustível. Essas rotas funcionam no sistema Terra-Lua e também em outros sistemas, como viagens entre os satélites de Júpiter. A desvantagem de tais trajetórias é que elas demoram muito mais para serem concluídas do que transferências de alta energia (mais combustível), como as órbitas de transferência de Hohmann.
A transferência de baixa energia também é conhecida como trajetórias de limite de estabilidade fraca ou trajetórias de captura balística.
As transferências de baixa energia seguem caminhos especiais no espaço, às vezes chamados de Rede de Transporte Interplanetário. Seguir essas vias permite que longas distâncias sejam percorridas com pouco gasto de delta-v.

### Mudança de inclinação orbital
A alteração da inclinação orbital é uma manobra orbital que visa alterar a inclinação da órbita de um corpo orbital. Esta manobra também é conhecida como uma mudança de plano orbital quando o plano da órbita é inclinado. Esta manobra requer uma mudança no vetor de velocidade orbital (delta v) nos nós orbitais (isto é, o ponto onde as órbitas inicial e desejada se cruzam, a linha de nós orbitais é definida pela intersecção dos dois planos orbitais).
Em geral, as mudanças de inclinação podem exigir uma grande quantidade de delta-v para serem executadas, e a maioria dos planejadores de missão tenta evitá-las sempre que possível para economizar combustível. Isso normalmente é obtido lançando uma espaçonave diretamente na inclinação desejada, ou o mais próximo possível dela, de modo a minimizar qualquer mudança de inclinação necessária ao longo da vida da espaçonave.
A eficiência máxima de mudança de inclinação é alcançada na apoapsis, (ou apogeu), onde a velocidade orbital.
é o mais baixo. Em alguns casos, pode ser necessário menos delta v total para elevar o satélite a uma órbita superior, alterar o plano da órbita no apogeu superior e, em seguida, abaixar o satélite à altitude original.

### Trajetória de impulso constante
As trajetórias de impulso e aceleração constantes envolvem a espaçonave disparando seu motor em uma queima constante prolongada. No caso limite em que a aceleração do veículo é alta em comparação com a aceleração gravitacional local, a espaçonave aponta diretamente para o alvo (levando em consideração o movimento do alvo) e permanece acelerando constantemente sob alto impulso até atingir seu alvo. Neste caso de alto empuxo, a trajetória se aproxima de uma linha reta. Se for necessário que a espaçonave se encontre com o alvo, em vez de realizar um sobrevôo, a espaçonave deve mudar sua orientação no meio da jornada e desacelerar no resto do caminho.
Na trajetória de empuxo constante, a aceleração do veículo aumenta durante o período de empuxo, pois o uso de combustível faz com que a massa do veículo diminua. Se, ao invés de empuxo constante, o veículo tem aceleração constante, o empuxo do motor deve diminuir durante a trajetória.
Esta trajetória requer que a espaçonave mantenha uma alta aceleração por longos períodos. Para transferências interplanetárias, dias, semanas ou meses de impulso constante podem ser necessários. Como resultado, não há sistemas de propulsão de espaçonaves disponíveis atualmente capazes de usar esta trajetória. Foi sugerido que algumas formas de foguetes nucleares (baseados em fissão ou fusão) ou movidos a antimatéria seriam capazes de fazer essa trajetória.
De forma mais prática, esse tipo de manobra é usado em manobras de baixo empuxo, por exemplo, com motores iônicos, propulsores de efeito Hall e outros. Esses tipos de motores têm um impulso específico muito alto (eficiência de combustível), mas atualmente só estão disponíveis com um empuxo absoluto bastante baixo.

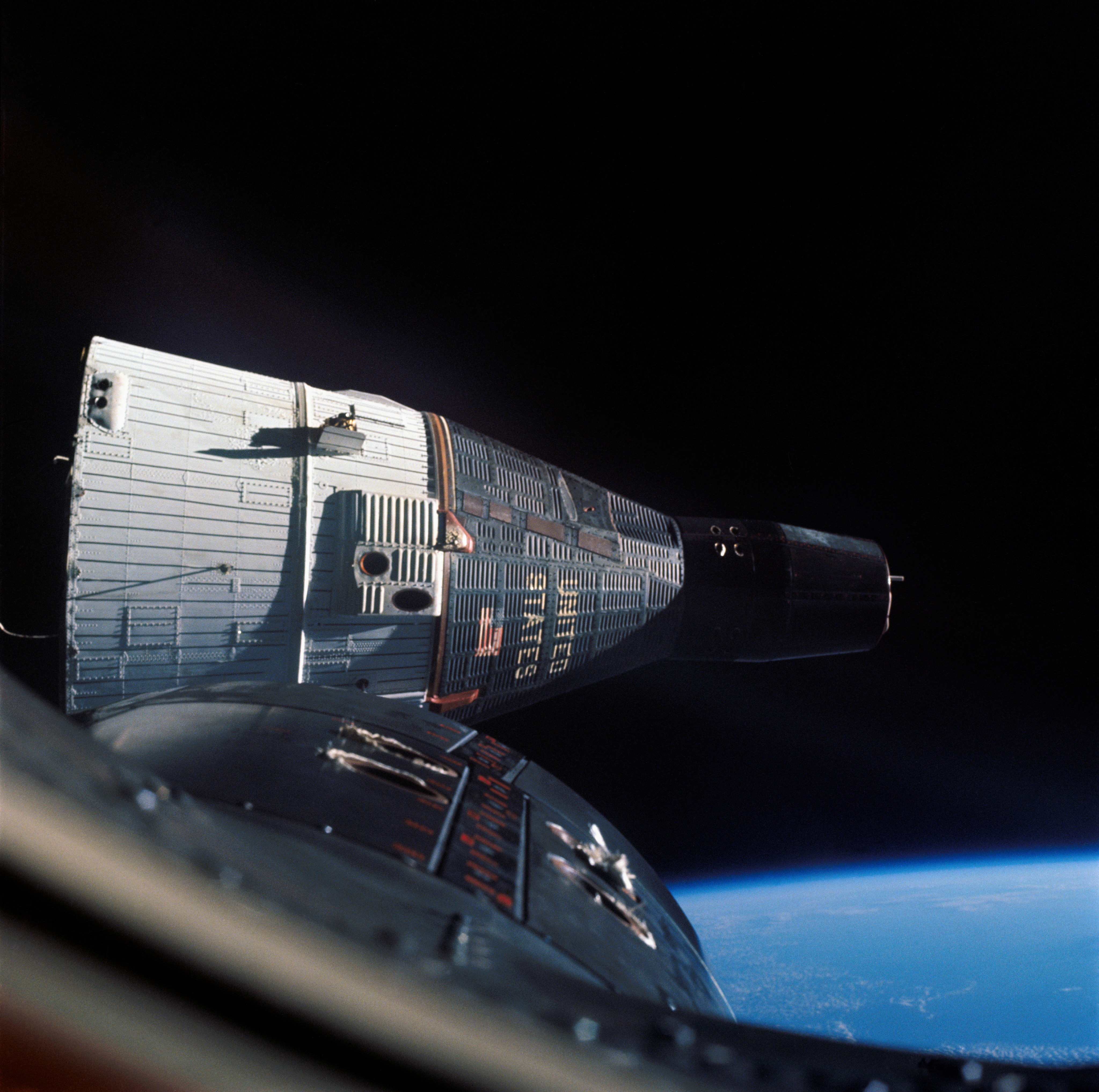
Gemini 7 fotografado da Gemini 6 em 1965

## Faseamento da órbita

### Faseamento da órbita
Na astrodinâmica, o faseamento da órbita é o ajuste da posição no tempo da espaçonave ao longo de sua órbita, geralmente descrito como o ajuste da verdadeira anomalia da espaçonave em órbita.

### Encontro e encaixe no espaço
Um encontro espacial é uma manobra orbital durante a qual duas espaçonaves, uma das quais geralmente é uma estação espacial, chegam à mesma órbita e se aproximam de uma distância muito próxima (por exemplo, dentro do contato visual). O Fazeamento requer uma combinação precisa das velocidades orbitais das duas espaçonaves, permitindo que elas permaneçam a uma distância constante através da manutenção da estação orbital. O encontro pode ou não ser seguido por atracação ou atracação, procedimentos que colocam a espaçonave em contato físico e criam uma ligação entre eles.